# 194 (число)
194 (сто девяносто четыре) — натуральное число, расположенное между числами 193 и 195. Оно не является простым числом, а относительно последовательности простых чисел расположено между 193 и 197.
- 194 день в году — 13 июля (в високосный год 12 июля).

## В других областях
- 194 год; 194 год до н. э.
- 194 порт используется протоколом IRC
- NGC 194 — эллиптическая галактика (E) в созвездии Рыбы.
- В Юникоде 00C216 — код для символа «Â» (Latin Capital Letter A With Circumflex).